# Droits de la défense
Les droits de la défense sont les prérogatives que possède une personne pour se défendre lors d'un procès.

## Description
Les droits de la défense s'entendent aussi bien au stade de l'enquête que de la phase d'instruction ou de jugement.
- Toute personne a droit à ce que sa cause soit entendue par un tribunal indépendant et impartial et dans un délai raisonnable.

- Toute personne accusée doit disposer du temps et des facilités nécessaires à la préparation de sa défense et de la possibilité de communiquer avec le conseil de son choix.

- Toute personne doit pouvoir se défendre en Justice, que ce soit personnellement, ou bien assistée par un avocat.

- Le droit moderne reconnaît à une personne poursuivie un droit au silence. (Cf. Article 7 de la Charte canadienne des droits et libertés)

Certains de ces droits fondamentaux sont parfois remis en cause même dans des états modernes, comme aux États-Unis au nom de la lutte contre le terrorisme :
- sur le droit au silence : Zacarias Moussaoui, Verdict dans le procès USA v. Zacarias Moussaoui
- sur l'assistance d'un avocat et le droit à un procès équitable : voir la notion de Combattant illégal
- sur les conditions de détention et la violation des droits de l'homme : voir prison de Guantanamo

Des textes internationaux consacrent l'existence des droits de la défense :

## Pacte international relatif aux droits civils et politiques
Article 14

1. Tous sont égaux devant les tribunaux et les cours de justice. Toute personne a droit à ce que sa cause soit entendue équitablement et publiquement par un tribunal compétent,  indépendant et impartial, établi par la loi, qui décidera soit du  bien-fondé de toute accusation en matière pénale dirigée contre elle.
2. Toute personne accusée d'une infraction pénale est présumée innocente jusqu'à ce que sa culpabilité ait été légalement établie.
3. Toute personne accusée d'une infraction pénale a droit, en pleine égalité, au moins aux garanties suivantes:
a) À être informée, dans le plus court délai, dans une langue qu'elle comprend et de façon détaillée, de la nature et des motifs de l'accusation portée contre elle;
b) À disposer du temps et des facilités nécessaires à la préparation de sa défense et à communiquer avec le conseil de son choix;
c) À être jugée sans retard excessif;
d) À être présente au procès et à se défendre elle-même ou à avoir l'assistance d'un défenseur de son choix; si elle n'a pas de défenseur, à être informée de son droit d'en avoir un, et, chaque fois que l'intérêt de la justice l'exige, à se voir attribuer d'office un défenseur, sans frais, si elle n'a pas les moyens de le rémunérer;
e) À interroger ou faire interroger les témoins à charge et à obtenir la comparution et l'interrogatoire des témoins à décharge dans les mêmes conditions que les témoins à charge;
f) À se faire assister gratuitement d'un interprète si elle ne comprend pas ou ne parle pas la langue employée à l'audience;
g) À ne pas être forcée de témoigner contre elle-même ou de s'avouer coupable.
4. La procédure applicable aux jeunes gens qui ne sont pas encore majeurs au regard de la loi pénale tiendra compte de leur âge et de l'intérêt que présente leur rééducation.
5. Toute personne déclarée coupable d'une infraction a le droit de faire examiner par une juridiction supérieure la déclaration de culpabilité et la condamnation, conformément à la loi.
6. Lorsqu'une condamnation pénale définitive est ultérieurement annulée ou lorsque la grâce est accordée parce qu'un fait nouveau ou nouvellement révélé prouve qu'il s'est produit une erreur judiciaire, la personne qui a subi une peine en raison de cette condamnation sera indemnisée, conformément à la loi, à moins qu'il ne soit prouvé que la non-révélation en temps utile du fait inconnu lui est imputable en tout ou partie.
7. Nul ne peut être poursuivi ou puni en raison d'une infraction pour laquelle il a déjà été acquitté ou condamné par un jugement définitif conformément à la loi et à la procédure pénale de chaque pays.